# Dimitrios Desilas
Dimitrios Desilas (gr. Δημήτριος Δεσύλλας; ur. 12 listopada 1947 w Pirgos) – grecki polityk i agronom, w latach 1987–1994 poseł do Parlamentu Europejskiego II i III kadencji.

## Życiorys
Ukończył studia w Wyższej Szkole Agronomicznej w Atenach. Od marca 1977 należał do zarządu Federacji Greckich Stowarzyszeń Rolniczych.
W 1984 kandydował do Parlamentu Europejskiego z listy Komunistycznej Partii Grecji, mandat posła uzyskał 6 października 1987 w miejsce Dimitriosa Adamu. W 1989 uzyskał reelekcję z listy ugrupowania Synaspismós, które opuścił w marcu 1990, przechodząc do Nowego Prądu Lewicowego (który został później m.in. częścią Antykapitalistycznej Lewicowej Współpracy dla Obalenia). W II kadencji należał do Grupy Sojuszu Komunistycznego, a w III – do Unii Lewicowej. Został członkiem m.in. Komisji ds. Rolnictwa, Rybołówstwa i Rozwoju Wsi oraz Komisji ds. Polityki Regionalnej, Planowania Regionalnego i Stosunków z Władzami Regionalnymi i Lokalnymi.